# ネルソン・デマルコ
ネルソン・デマルコ(Nelson Walter Demarco Riccardi、1925年2月6日 – 2009年7月21日）は、ウルグアイ出身のバスケットボール選手。オリンピックには3度の出場経験があり、1948年ロンドンオリンピックでは5位だったものの、1952年ヘルシンキオリンピックと1956年メルボルンオリンピックでは銅メダルを獲得した。
2009年7月21日、85歳で亡くなった。